# 切薩皮克能源球場
切薩皮克能源球館是一座位於美国俄克拉荷马州俄克拉荷马市中心的室內體育館，由切薩皮克能源公司冠名贊助，原福特中心。
體育館現為國家籃球協會（NBA）奧克拉荷马城雷霆的主場。

## 外部連結
- （英文）切薩皮克能源球館官方網站 （页面存档备份，存于）